# Mehmet V
Mehmed V (2 de novembre de 1844-3 de juliol de 1918) va ser soldà de l'Imperi Otomà. Fill del soldà Abdülmecit, Mehmed Reşad Efendi va passar els primers vint-i-cinc anys de vida confinat als harems de palau tal com era costum a la família reial otomana. Nou d'aquests anys els va passar pràcticament sol, i dedicà aquest temps a estudiar poesia segons l'antic estil literari convertint-se en un aclamat poeta de diwan.
Els Joves Turcs foren apartats del poder en un contracop (31 de març de 1909 al calendari julià i 13 d'abril al gregoria) i quan les forces de Macedònia van derrotar els sublevats van deposar el sultà i van proclamar a Mehmed Reshad soldà amb el nom Mehmed V el 27 d'abril de 1909, però no disposava de poder polític real, ja que fou monarca constitucional. Les decisions importants eren preses pels membres del govern otomà.
Va passar la major part de la seva vida als seus palaus a Istanbul generalment al de Dolmabahçe al Bòsfor. A l'inici del regnat, Àustria va annexionar Bòsnia i Hercegovina, i Bulgària va proclamar la independència plena el 5 d'octubre de 1909. Ni el govern d'Hüseyin Hilmi Pasha (fins al 18 de gener de 1910) ni el d'İbrahim Hakkı Pasha (fins al 29 de setembre de 1911) no van poder garantir la tranquil·litat amb les revoltes a Albània i el Iemen, i després de la declaració de guerra d'Itàlia, Hakki Pasha va presentar la dimissió. Amb Küçük Mehmed Said Pasha es va lliurar la guerra amb Itàlia i es va perdre Trípoli de Barbaria (Líbia), pèrdua confirmada pel tractat d'Ouchy de 15 d'octubre de 1912. Said va dimitir (17 de juliol) i el va succeir Ahmed Muhtar Pasha (22 de juliol), contrari al Comitè Unió i Progrés (CUP), però el mateix octubre quan es va signar la pau, es va produir la declaració de guerra que va portar a la Primera Guerra dels Balcans. Diverses derrotes otomanes van portar a la dimissió de Muhtar (29 d'octubre) i el va succeir Kıbrıslı Mehmed Kamil Pasha, també enemic del CUP, que va signar una pau desfavorable negociada per les potències a la Conferència de Londres. El cop d'estat que va seguir el 23 de gener de 1913 va portar al poder a Mahmud Şevket Pasha, del CUP, la guerra es va reprendre (Segona Guerra dels Balcans), però la derrota de Bulgària davant els seus antics aliats grecs i serbis va permetre als turcs recuperar Edirne el 22 de juliol de 1913. El gran visir fou assassinat el 28 de juny per enemics del CUP però aquest va conservar el poder col·locant al seu lloc a Said Halim Pasha que va signar la pau amb Bulgària (29 de setembre de 1913), Grècia (14 de novembre de 1913) i Sèrbia (14 de març de 1914) perdent tots els seus territoris a Europa a l'oest del Maritza (Meriç) i les illes de la mar Egea i Creta.
Quan esclatà la Primera Guerra Mundial, el poder efectiu va quedar en mans dels tres paixàs: Enver Paixà, Talat Paixà, i Cemal Paixà. Enver, pro-alemany, va forçar una aliança secreta amb alemanya, i dos cuirassats alemanys que es van refugiar als Estrets (el Goeben i el Breslau) foren assolits oficialment per l'Imperi que encara era neutral. Però quan la flota otomana manada per l'almirall alemany Souchon va bombardejar els ports russos de la mar Negra el 29 i 30 d'octubre de 1914), els aliats van declarar la guerra a l'Imperi.

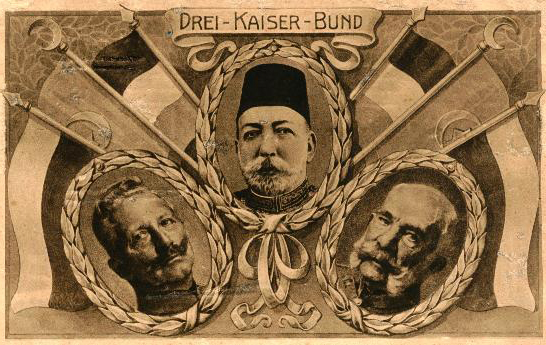
Guillem II, Mehmet V, Francesc Josep: els tres emperadors de les Potències Centrals durant la Gran Guerra.

L'únic acte polític significatiu que va realitzar Mehmed V va ser la declaració formal de la gihad contra els aliats l'11 de novembre de 1914. A aquesta va ser la primera i l'última declaració d'una gihad per un soldà otomà, ja que el califat desaparegué el 1924. Tanmateix la declaració va tenir escàs efecte a la guerra, i fins i tot Aràbia van participar-hi a favor dels anglesos amb la Revolta Àrab de 1916. El 1917 Talat Paixà va esdevenir gran visir el 4 de febrer de 1917 mentre Enver era el comandant en cap. Els otomans van defensar els Estrets amb èxit i les tropes britàniques desembarcades a Gal·lípoli el 1915 van haver de ser evacuades el gener del 1916. A l'Iraq els otomans van aconseguir un èxit a Kut al-Amara (abril de 1916) amb la rendició del general Townshend.
La figura de Mehmed fou utilitzada amb fins propagandístics durant la Gran Guerra, amb un tractament similar al que rebien el Kàiser Guillem II a Alemanya i l'emperador Francesc Josep I a Àustria. Mehmet va acollir el kàiser alemany a Istanbul en una visita el 15 d'octubre de 1917 i a l'emperador Carles el maig del 1918.
Mehmet V va morir el 3 de juliol de 1918 a l'edat de 73 anys, quatre mesos abans de la fi de la guerra mundial i la rendició de les Potències Centrals que a la pràctica va acabar conduint al desmembrament de l'Imperi Otomà.
La seva tomba es troba al districte Eyüp de la ciutat. Va ser succeït pel seu germà Mehmet VI, que seria l'últim soldà de l'Imperi. Li sobrevisqueren dos fills: els prínceps Mehmet Ziyaeddin (1873-1938) i Ömer Hilmi (1888-1935).